# Персона (архетип)

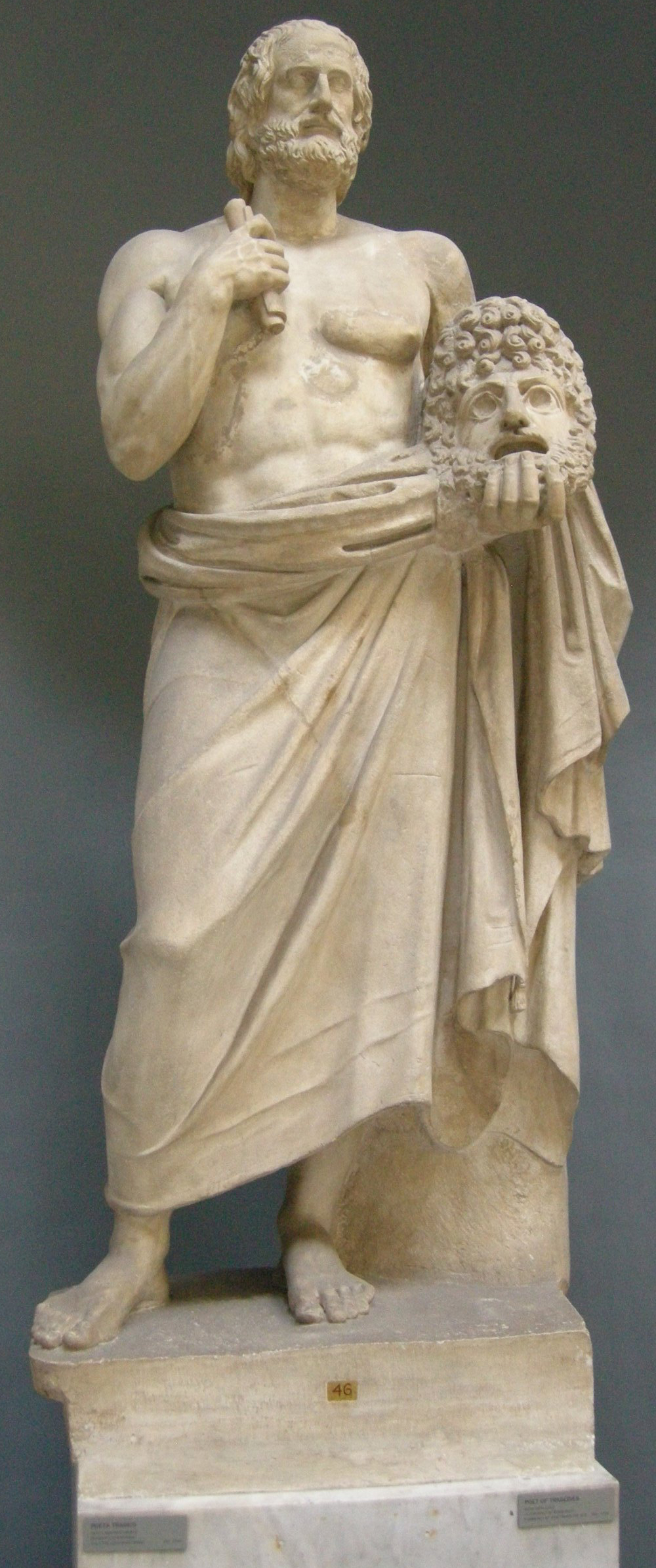
Художня репрезентація для розуміння концепції універсальної моделі Персони. Грецька статуя тримає маску — символ Персони.
Маска у вигляді барельєфу могла прикрашати фасади замків, бути представлена у вигляді людської голови або голови тварини чи міфологічного героя.

Персона в аналітичній психології Карла Густава Юнга — це архетип маски, зовнішнього відображення особистості, яке демонструє соціально прийнятні характеристики, визначені культурою норми, адекватну до середовища поведінку, визначає свою роль з точки зору соціальних очікувань — поведінкових і моральних стандартів, цінностей, слугує соціальній адаптації особистості, і іноді тотожне її самооцінці. Персона — це зреалізований психічний первинний зміст, який показує, наскільки внутрішній світ людини пристосований до соціуму і навколишнього середовища. Персона постає тим образом, за допомогою якого відбувається пристосування до реальної дійсності, наявного середовища буття, є втіленням колективного «Я» людства, з якого викристалізовується суспільно-моральний, ідеальний образ особистості.

## Опис
У своїй аналітичній психології Карл Густав Юнг використовував слово «Персона» для позначення тієї частини особистості, яка організовує стосунки індивіда з суспільством, спосіб, у який кожна людина повинна більш-менш відповідати соціально визначеному образу, щоб виконати свою соціальну роль.
Персона — це один із універсальних архетипів, який успадковує кожна людина, є частиною загальної структури особистості і представляє собою «роль», яку людина приймає у соціальному контексті, тобто поведінка, яку людина демонструє зовнішньому світу — «своєрідна маска, створена частково для того, щоб справити враження на інших, а частково для того, щоб приховати справжню природу людини». Суспільство очікує від людини певного стилю і способу поведінки, і певною мірою диктує цей стиль, тому, коли ви входите в соціум, ви формуєте маску, яку носите до кінця свого життя. Персона виражає адаптацію до середовища, є загальним правилом пристосування до середовища і значною мірою формується під його впливом. Як зазначає Джин Шинода Болен, «носити правильне обличчя» — саме демонструвати певну поведінку або відношення до речей, яке відіграє роль маски. Особистості, при спілкуванні з оточуючими, притаманно надягати "соціальну маску", за якою вона приховує свою справжню сутність. Вступаючи в контакт із зовнішнім світом, Персона постає як єдність того, що вона є, і того, що її оточує. В первісному середовищі Персона майже неминуче приймає первісні риси.
Персона це соціальний образ людини, соціальна роль індивіда, публічна складова особи людини, архетип у колективному несвідомому, елемент колективної психіки, маска колективної душі, зовнішня частина особистості, з якою особа постає перед людьми і суспільством, це та частина особи людини, яку ми показуємо світу, «це гірський хребет, — як зазначає Мюррей Стайн, — що відокремлює наше свідоме Его від зовнішнього світу і взаємодіє з ним», і може бути описана як «психічний одяг» або «візитна картка» соціального «Я» людини, або як «захисний щит» Его від різних соціальних загроз, або як своєрідна маска чи роль — поведінка, яку людина демонструє у спілкуванні зі світом, охоплюючи систему компромісів, необхідних для життя в суспільстві, відіграє роль колективної маски, яка формує компроміс між спільнотою та особою, і сягає корінням у первісне психічне життя. Найголовнішим вмістом Персони є маска, яку людина одягає, спілкуючись з іншими для презентації себе у відповідності інтересам громади, щоб її сприймало суспільство. К. Г. Юнг вважає Персону «комплексом функцій, сформованих на основі пристосування та необхідної зручності, але не тотожним з людиною», що вона — це «лише компроміс між індивідом і суспільством», «вона є лише маскою колективної душі, тією маскою, що стимулює індивідуальність… Персона є видимість, реальність, що має два виміри». Як і концепт Тіні, концепт Персони працює з метафорою світла і тіні (здатна проявляти себе позитивно і негативно).
Персона є поняттям протилежним архетипу Тіні, існує на противагу Тіні. Персона і Тінь є в опозиції одна одній, але водночас взаємодоповнюючими і взаємопідсилюючими. Разом архетипи Тінь і Персона представляють базову структуру (ядро) несвідомої частини психіки, і водночас відповідають за формування індивідуальної свідомості. Архетипно дуальна пара «Персона-Тінь» — є одним виявом психічної бінарності особистості, виражений через зовнішнє-внутрішнє, є архетипною парою в колективній душі, що має архетипне ядро в колективному несвідомому, частково проникає в індивідуальне несвідоме та Его. Роль «Я» полягає у створенні певної гармонії між Тінню та Персоною.

## Втрата індивідуальності, можливості і загрози
Персона виражає однобічне вираження психічного життя людини. Вона супроводжує роз’єднаність психічних складників, розщепленість особистості, протистояння свідомої та несвідомої настанов.
Водночас, вона допомагає у спілкуванні, є засобом комунікації, захистом для Его від різних соціальних загроз, захищає людину від надмірного тиску з боку суспільства, допомагає прилаштуватися до комунікативного поля, прагне до ідеального відображення образу нашого Я, саме через Персону людина взаємодіє з соціумом, і для кожної типової соціальної ситуації у людини є свої типи масок. Маска використовується особистістю в повсякденному житті для вираження своєї індивідуальності в суспільстві і для того, щоб викликати здивування або інтерес, або як копінг-стратегія для подолання труднощів (психологічний захист). Основна функція масок — створювати позитивний соціальний спосіб сприйняття нас самих, сподобатися, а також приховувати Тіньові сторони. Чим більше Персона домінує в структурі особистості, тим більшою є Тінь. Адаптація часто відбувається за рахунок індивідуальності. Небезпека занадто сильного пристосування до соціальних обставин ставить індивіда в небезпеку конфлікту з несвідомою індивідуальною частиною його психіки, чиї сфери, які здаються соціально невигідними, часто тримаються в «тіні» відносної несвідомості. Таким чином, его-свідомість зазвичай стоїть між полюсами своєї «світлої» Персони та її «темної» Тіні. Людина може легко ототожнюватися з Персоною, що призводить до того, що людина сприймає себе такою, якою вона є в очах інших, і більше не знає, чим вона є насправді. Внаслідок повної ідентифікації з Персоною особистість, втрачає свою індивідуальність, звязок з своїм Істинним Я. 
Вона перестає визнавати і проявляти справжні почуття і емоції, якщо вони суперечать образу Персони, перестає бути чутливою до себе і ігнорує свої природні потреби, людина не визнає власних Тіньових сторін і вдається до механізмів захисту. Ототожнення особистості себе з Персоною спричиняє своєрідну психічну інфляцію — надмірне піднесення і возвеличення особистості, яка некритично поглинає та ототожнює себе з несвідомими змістами, і як наслідок до гіпертрофованого індивідуалізму (нарцисизму), невиправданої помпезної особистості. Індивідуалізація є наближенням до «самості», інфляція є віддаленням від неї. Домінуюча в структурі особистості Персона може придушити індивідуальність людини і змусити її повністю увійти в роль, нав'язану певним соціальним середовищем, розвити в ній конформізм, прагнення злитися з тією роллю, яку нав'язує людині середовище. Поведінка стає стереотипно-конформною, орієнтація на відповідність інтересам суспільства через настанову Персони призводить до самопожертви, ототожнення соціальної ролі з власним Я супроводжується неврозами (за Юнгом невроз вказує на необхідність внутрішнього зростання особистості), невідповідностями, які виявляються хворобливим розколом свідомості. Персона зберігає імідж, але може призвести до емоційного вигорання, професійних деформацій, втрати інтересу, апатії, нагромадження страхів та викриття Персони. Порушеннями Персони є не тільки повна ригідність і повне ототожнення з нею, але і її втрата. Адже саме адаптивність до соціального середовища є ресурсною стороною. Юнгіанський психоаналітик, письменник, викладач Мюррей Стайн, який читає лекції на міжнародному рівні на теми, пов’язані з аналітичною психологією та її застосуванням у сучасному світі, зауважує, що «ключову роль у становленні особистості відіграє індивідуація, яка пов'язана з очищенням психіки від безсвідомих ідентифікацій».
Персона захищає людину від впливу середовища, допомагає у спілкуванні, особливо із незнайомими людьми, але захищає і від цікавих поглядів, що прагнуть проникнути в душу людини. Персона — це наші психологічні характеристики, ролі, що її показує перед товариством людина, типові для нас ролі, наш стиль поведінки і одягу, манера говорити, мислити та одягатися, наш характер, наша соціальна роль і наша здатність самовиражатися у суспільстві. Можна сказати, що Персона — це те, ким ви насправді не є, але те, ким ви себе та інші думаєте. Важко уявити, що в повсякденному житті можна діяти без певного типу маски/ролі/персони. Це може спричинити психологічні проблеми, якщо роль, яку виконує людина, суперечить її внутрішнім якостям.
Персона і Тінь формуються з раннього дитинства під впливом значущого оточення — через підтримку і схвалення одних рис і моделей поведінки та засудження, заборону і неприйняття інших, так ніби створюються два різних, абсолютно протилежних образи Я — світлий (Персона) і темний (Тінь).

## Ролі
Герой, рятівник, месник, мученик, вигнанець, вампір, кобзар, мудрий старий і мудра стара, поранений цілитель, трикстер тощо.